# Masters de Cincinnati 2006
El Masters de Cincinnati 2006 (también conocido como Western & Southern Financial Group Masters and Women's Open por razones de patrocinio) fue un torneo de tenis jugado sobre pista dura. Fue la edición número 105 de este torneo. El torneo masculino formó parte de los ATP World Tour Masters 1000 en la ATP. Se celebró entre el 14 de agosto y el 21 de agosto de 2006 para hombres y entre el 22 de agosto y el 29 de agosto para mujeres.

## Campeones

### Individuales masculinos
Andy Roddick vence a  Juan Carlos Ferrero, 6–3, 6–4.

### Dobles masculinos
Jonas Björkman /  Max Mirnyi vencen a  Bob Bryan /  Mike Bryan, 3–6, 6–3, [10–7].

### Individuales femeninos
Vera Zvonareva vence a  Katarina Srebotnik, 6–2, 6–4.

### Dobles femeninos
Maria Elena Camerin /  Gisela Dulko vencen a  Marta Domachowska /  Sania Mirza, 6–4, 3–6, 6–2.
| Predecesor: Cincinnati 2005 | Masters de Cincinnati 2006 | Sucesor: Cincinnati 2007 |